# Tonnay-Charente
Tonnay-Charente é uma comuna francesa localizada no departamento de Carântono-Marítimo na região administrativa da Nova Aquitânia, no sudoeste da França. É banhada pelo rio Carântono.